# Портрет Валериана Григорьевича Мадатова
Портрет князя Валериана Григорьевича Мадатова — картина английского живописца Джорджа Доу и его мастерской, написанная в 1824 году. Известна в двух вариантах: погрудном, исполненном для Военной галереи Зимнего дворца, и ростовом, заказанном Доу самим Мадатовым; оба они принадлежат собраниям Эрмитажа (инв. ГЭ-8094) и Третьяковской галереи (инв. 5078) соответственно.
К началу Отечественной войны 1812 года ротмистр князь Мадатов служил в Александрийском гусарском полку, за отличие в сражении под Городечно произведён в полковники, был в рейде по тыловым коммуникациям Великой армии в Польше. Во время Заграничного похода 1813 года сражался в Пруссии и Саксонии, отличился в сражениях при Калише, Лютцене и многих других, за что получил чин генерал-майора. В Битве народов под Лейпцигом был тяжело ранен и оставил армию. Вернулся в строй в 1814 году, вскоре после взятия Парижа. Во время кампании Ста дней вновь совершил поход во Францию.
Изображён в генеральском доломане Александрийского гусарского полка, введённом в 1813 году, на плечо накинут ментик. В правой руке Мадатов горизонтально держит обнажённую саблю. Через плечо переброшена Анненская лента с лядуночной перевязью поверх неё. Слева на груди звезда ордена Св. Анны 1-й степени; на шее кресты орденов Св. Георгия 3-го класса, Св. Владимира 2-й степени и прусского Пур ле мерит; справа на груди серебряная медаль участника Отечественной войны 1812 года; ещё правее, на ментике, звезда ордена Св. Владимира 2-й степени. Слева на фоне внизу, возле плеча, подпись художника: painted from nature by Geo. Dawe RA. Подпись на раме с первым инициалом, произведённым от армянского родового имени (варианты написания: Растон/Ростом/Ростон): Р. Г. Мадатовъ, Генералъ Маiоръ.
7 августа 1820 года князь Мадатов был включён в список «генералов, заслуживающих быть написанными в галерею» и 17 октября 1822 года император Александр I приказал написать его портрет. В это время Мадатов служил на Кавказе, в Отдельном Грузинском корпусе; известно, что в конце февраля 1824 года он приезжал из Моздока в Санкт-Петербург, где встретился с художником. Аванс Доу был выплачен 27 ноября 1823 года и оставшуюся часть гонорара он получил 29 декабря 1824 года. Готовый портрет поступил в Эрмитаж 7 сентября 1825 года.
В. К. Макаров назвал этот портрет в числе лучших работ Доу. В. М. Глинка поддержал эту оценку и так описывал галерейный портрет:

Портрет его, исполненный Доу с натуры, относится к числу лучших работ художника. Волевой характерный профиль Мадатова, рука, лежащая на эфесе сабли, блестяще написанные ордена и шитье гусарских ментика и доломана, «свободная и широкая» живопись портрета — всё это создает впечатляющий по своей жизненности образ одного из незаурядных военачальников первой четверти прошлого столетия.

В том же 1824 году Доу исполнил портрет Мадатова в полный рост. На нём Мадатов также изображён в Александрийском мундире и с тем же поворотом головы, однако положение рук совершенно иное: правая рука лежит на бедре, а левой он опирается на саблю; картина содержит подпись автора и дату: Geo Dawe. R. A. Pinxit St Petersbourg 1824. Этот вариант портрета был написан по заказу самого князя Мадатова, долгое время хранился в его семье и в 1864 году был подарен наследниками Московскому Румянцевскому музею. После упразднения Румянцевского музея в 1924—1925 годах картина была передана в Третьяковскую галерею, где находится по настоящее время (холст, масло, 274 ×159,5 см, инвентарный № 5078). В Третьяковской галерее считают, что первоначально был создан эрмитажный вариант. Хранитель британской живописи в Эрмитаже Е. П. Ренне допускает возможность того, что эрмитажный портрет является более поздним по отношению к варианту из Третьяковской галереи.
В фондах Эрмитажа хранится раскрашенная литография с ростовым портретом князя Мадатова работы неизвестного художника, датируемая 1822 годом. Композиционно она близка к варианту портрета из Третьяковской галереи. Мадатов на ней изображён в генеральском вицмундире образца 1814 года и с генеральской шляпой в правой руке (бумага, литография, инвентарный № ЭРГ-18496)

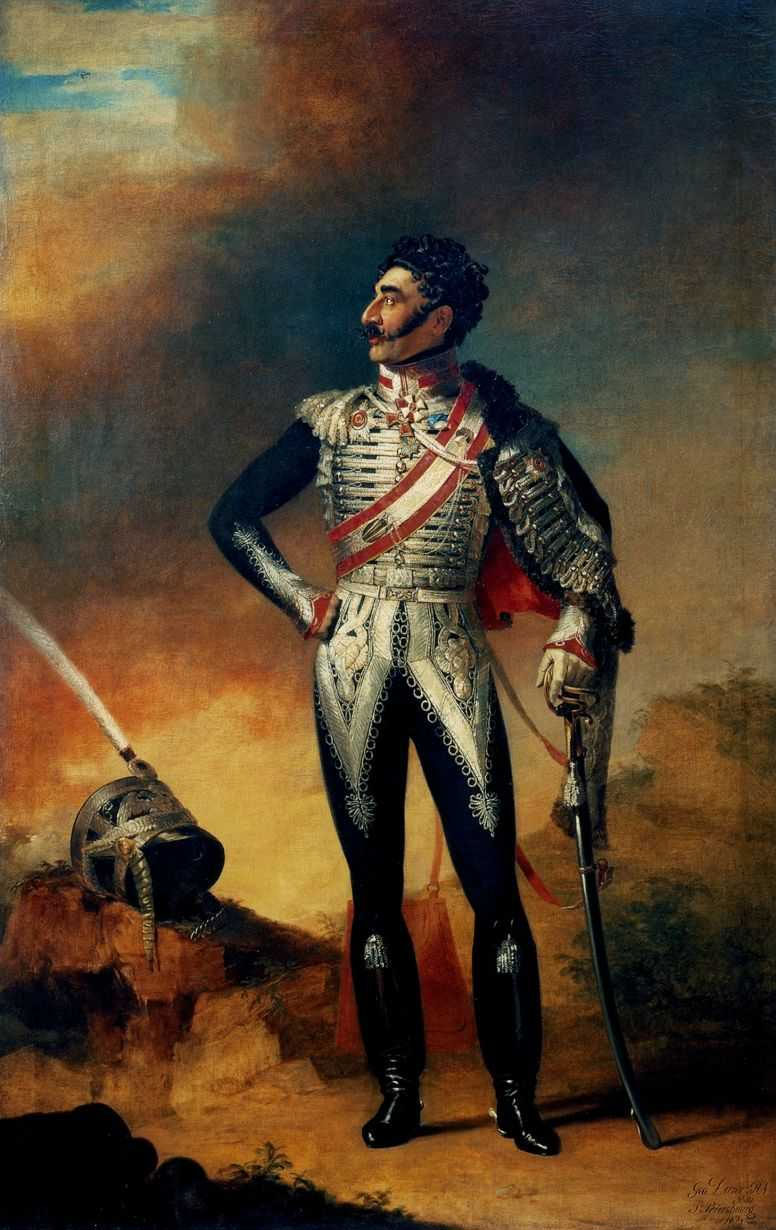
Вариант портрета в полный рост. Третьяковская галерея
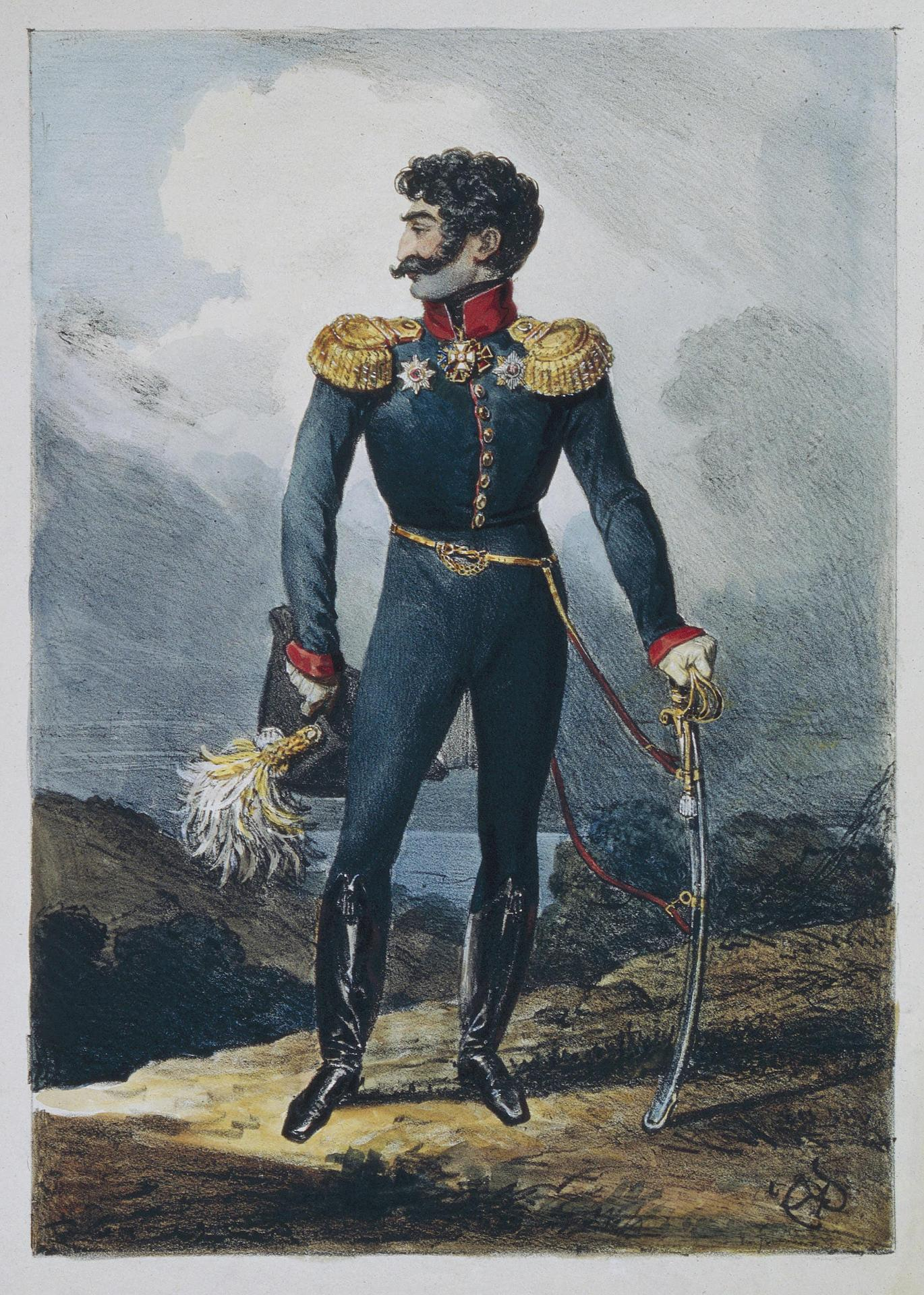
Литография неизвестного художника. Эрмитаж
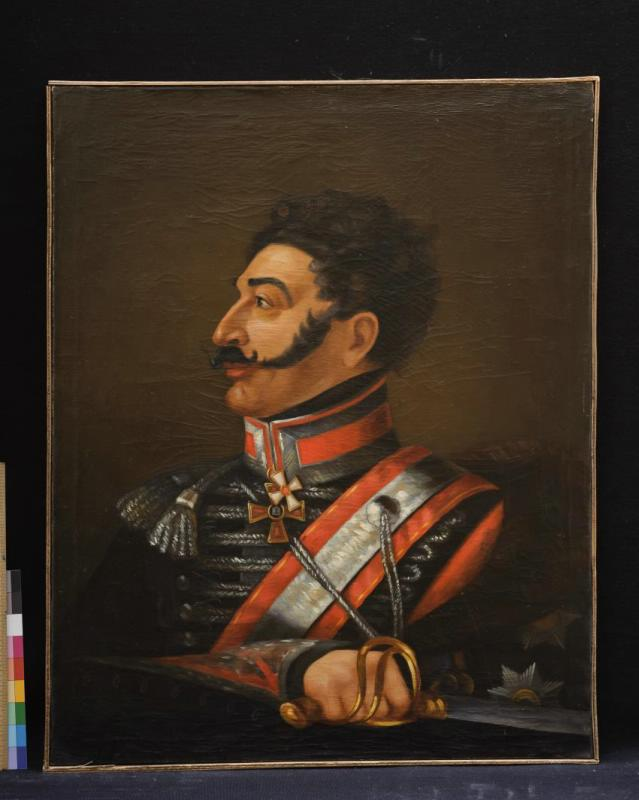
Копия неизвестного художника. Самарский музей
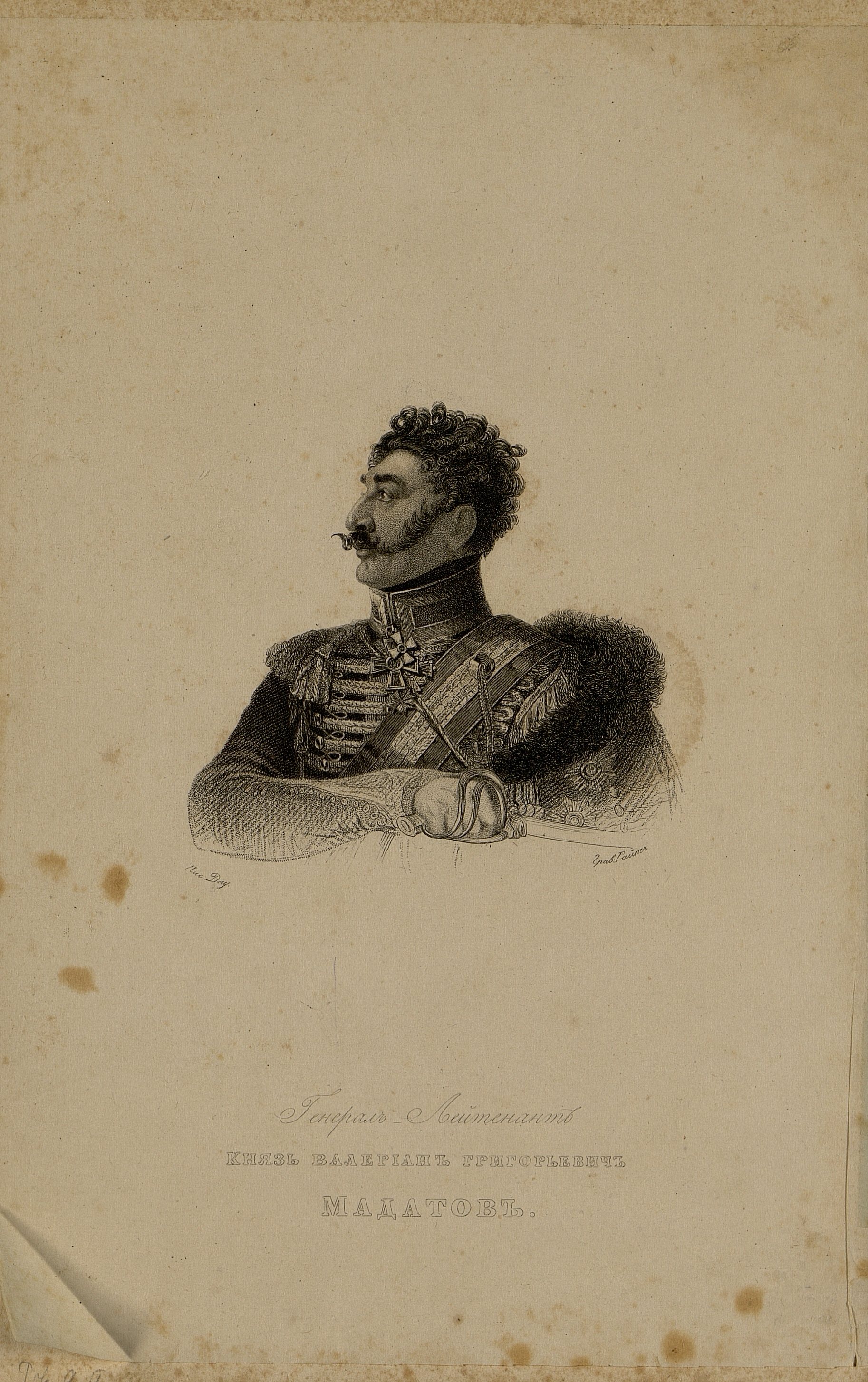
Гравюра Томаса Райта. Остафьево

В собрании Самарского областного художественного музея имеется недатированная копия с галерейного портрета работы неизвестного художника (холст, масло, 69 × 55,5 см, инвентарный № Ж-109). Она имеет отличия в наборе наград: отсутствуют шейный крест ордена Пур ле мерит и нагрудная звезда ордена Св. Анны 1-й степени, добавлена бронзовая дворянская медаль «В память Отечественной войны 1812 года» на Владимирской ленте и обе медали расположены на ментике, также на ментике показана звезда ордена Св. Александра Невского, которым Мадатов был награждён 9 июня 1829 года. Обстоятельства и время создания этой копии не установлены; предполагается что она была выполнена в начале XX века для полкового музея 5-го гусарского Александрийского полка, который был расквартирован в Самаре.
Существует гравюра, выполненная Т. Райтом, Д. А. Ровинский, описывая гравюру, упоминает, что «оригинал находится в Военной Галерее Зимнего дворца, повторение в Москов. Пуб. Музее» . Один из сохранившихся оттисков имеется в собрании музея-усадьбы Остафьево (бумага, гравюра резцом и пунктиром, 25,7 × 16 см, инвентарный № Гр 1112). На этой гравюре видно, что набор наград и их расположение соответствует не галерейному портрету, а поздней копии из Самарского музея с добавлением креста ордена Пур ле мерит и еще двух медалей в колодке на ментике.
В 1840-е годы по рисунку В. Долле с галерейного портрета была сделана литография, опубликованная в книге «Император Александр I и его сподвижники» и впоследствии неоднократно репродуцированная. В части тиража была напечатана литография мастерской И. П. Песоцкого по рисунку И. А. Клюквина.